# Витислинген
Витислинген (њем. Wittislingen) град је у њемачкој савезној држави Баварска. Једно је од 27 општинских средишта округа Дилинген ан дер Донау. Према процјени из 2010. у граду је живјело 2.318 становника. Посједује регионалну шифру (AGS) 9773183.

## Географски и демографски подаци
Витислинген се налази у савезној држави Баварска у округу Дилинген ан дер Донау. Град се налази на надморској висини од 450 метара. Површина општине износи 17,4 km². У самом граду је, према процјени из 2010. године, живјело 2.318 становника. Просјечна густина становништва износи 133 становника/km².